# Bill Ivy
Bill Ivy, född den 27 augusti 1942 i Storbritannien, död den 12 juli 1969 i Östtyskland var en brittisk roadracingförare som blev världsmästare i 125GP 1967. Han förolyckades 1969 på Sachsenring.

## Segrar 250GP
| Nr | Grand Prix   | År   |
| -- | ------------ | ---- |
| 1  | Frankrike    | 1967 |
| 2  | Belgien      | 1967 |
| 3  | Västtyskland | 1968 |
| 4  | Isle of Man  | 1968 |
| 5  | Holland      | 1968 |
| 6  | Östtyskland  | 1968 |
| 7  | Nordirland   | 1968 |

## Segrar 125GP
| Nr | Grand Prix      | År   |
| -- | --------------- | ---- |
| 1  | Spanien         | 1966 |
| 2  | Holland         | 1966 |
| 3  | Isle of Man     | 1966 |
| 4  | Japan           | 1966 |
| 5  | Spanien         | 1967 |
| 6  | Frankrike       | 1967 |
| 7  | Östtyskland     | 1967 |
| 8  | Tjeckoslovakien | 1967 |
| 9  | Nordirland      | 1967 |
| 10 | Italien         | 1967 |
| 11 | Kanada          | 1967 |
| 12 | Japan           | 1967 |
| 13 | Nordirland      | 1968 |
| 14 | Italien         | 1968 |